# Stavkove (Mîkolaiivka), Berezivka
Stavkove (în ucraineană Ставкове) este un sat în comuna Mîkolaiivka din raionul Berezivka, regiunea Odesa, Ucraina.

## Demografie
Componența lingvistică a localității Vorovskoho
     Ucraineană (87,71%)
     Română (7,26%)
     Rusă (4,47%)
     Alte limbi (0,56%)
Conform recensământului din 2001, majoritatea populației localității Stavkove era vorbitoare de ucraineană (87,71%), existând în minoritate și vorbitori de română (7,26%) și rusă (4,47%).